# Amr al-Àixdak
Amr ibn Saïd ibn al-As al-Quraixí al-Umawí (àrab: عمرو بن سعيد بن العاص القرشي الأموي, ʿAmr b. Saʿīd b. al-ʿĀṣ al-Quraxī al-Umawī), conegut com a Amr al-Àixdak (àrab: عمرو الأشدق, ʿAmr al-Axdaq), fou un governador i general omeia. Era nebot del califa Yazid I per part de la seva mare i parent de més lluny per part del pare.
El 680 apareix com a governador de la Meca quan Yazid ibn Muàwiya (680–683) va pujar al tron i el mateix any va rebre també el govern de Medina. Abd-Al·lah ibn az-Zubayr, que ja durant el govern de Muàwiya I, va refusar de prestar jurament a Yazid com a presumpte hereu, va ratificar llavors la no acceptació de Yazid, igual que va fer Al-Hussayn ibn Alí. Per escapar de les persecucions omeies van fugir a La Meca de la que en aquell moment devia estar absent Amr (que hauria anat a Medina). Sota orde de Yazid, Amr va enviar un contingent a la Meca per restablir el control i en va donar el comandament a Amr ibn az-Zubayr, germà del cap rebel i lleial a Yazid I. Les forces d'Amr ibn az-Zubayr foren rebutjades i Amr fou fet presoner i, amb consentiment del seu germà, fou flagel·lat i va morir poc després (681) i el seu cos fou exposat públicament. Llavors Abd-Al·lah va proclamar la deposició de Yazid, i el van secundar els ànsar de Medina que van agafar com a cap a Abd-Al·lah ibn Hanzala i els quraixites de la ciutat que van agafar com a cap a Abd-Al·lah ibn Mutí. Amb la situació fora de control Amr fou destituït (finals del 682).
Després va acompanyar al califa Marwan ibn al-Hàkam (684–685) a la seva expedició a Egipte; immediatament Mussab ibn az-Zubayr va envair Palestina per intentar conquerir Síria aprofitant l'absència del califa. Marwan va enviar contra Musaab un contingent a les ordes d'al-Aixdak, que el va obligar a retirar-se.
Abd-al-Màlik ibn Marwan (685–705) fill de Marwan I, va pujar al tron el 685 i considerava a Amr un perill a causa del fet que per la seva sang podia aspirar al califat. El 689 el califa va sortir de Damasc per marxar contra Mussab ibn az-Zubayr i aprofitant la seva absència Amr va fer valer els seus drets al tron i va prendre el control de la capital. Abd-al-Màlik va tornar immediatament. Amr només es va sotmetre contra la promesa de la vida i la llibertat, promesa que el califa no va respectar. Amr fou portat al palau i allí, poc després el va matar (segons la tradició personalment).